# Galleria continua
Die Galleria continua in San Gimignano, Provinz Siena, Toskana, Italien ist eine der bedeutendsten  italienischen Galerien für Gegenwartskunst.

## Geschichte und Weiterentwicklung
Die Galerie wurde 1990 in der mittelalterlichen Stadt eingerichtet, um eine Verbindung zwischen der regionalen Kunstentwicklung und internationalen Strömungen in der Kunst durch eine ständige Einrichtung herzustellen. Hierbei sollen die ländlichen und die industriellen Wurzeln in und um San Gimignano mit den Kunstrichtungen der Gegenwart zusammengeführt werden.
2005 wurde durch die Galleria continua in der chinesischen Hauptstadt Peking ein Ausstellungsort im Kunstbezirk Dashanzi (798 Art District) eingerichtet. 2007 folgte in Boissy-le-Châtel, Département Seine-et-Marne in Frankreich der Ausstellungsraum Le Moulin fertiggestellt, in welchem Ausstellungen mit großformatigen Werken ausgestellt werden.
2015 zeigte die Galerie anlässlich ihres 25-jährigen Bestehens im Centquatre - Paris Werke von 48 Künstlern aus aller Welt, die sie vertritt mit dem Titel Follia Continua.

## Einzelausstellungen verschiedener Künstler
- Kiki Smith, Path, 2014.
- Michelangelo Pistoletto, Michelangelo Pistoletto, 2013.
- Etel Adnan, Etel Adnan, 2013.
- Kader Attia, Holy Land, 2010; Essential, 2012.
- Daniel Buren
- Hans Op de Beeck
- Berlinde De Bruyckere
- Chen Zhen
- Antony Gormley
- Subodh Gupta
- Mona Hatoum
- Ilja Kabakow
- Anish Kapoor
- Panamarenko
- Bruno Peinado
- Monika Sosnowska
- Ai Weiwei